# Phare du Grand Rouveau
Le phare du Grand Rouveau se situe sur l'île du Grand Rouveau de l'archipel des Embiez et fait partie de la commune de Six-Fours-les-Plages, dans le Var.
Il signale le mouillage du Brusc et l'entrée des ports de Bandol.
Le phare est télécontrôlé par la station de Porquerolles, non gardienné et non visitable.

## Histoire
Le phare a été construit entre 1861 et 1863. Le bâtiment comporte une tour centrale de 13,20 mètres de haut encadrée de deux ailes recouverte d'un toit de tuiles où ont été réalisés les logements des gardiens et des ingénieurs en tournée. Les soubassements et les chaînes d'angle sont réalisés en pierre de Cassis, calcaire très dur veiné de rose, le reste de la construction étant fait en moellons du cap de la Cride, entre Bandol et Sanary. Le coût de cette construction, optique comprise s'est élevée à environ 104 900 francs. Pour desservir l'ensemble, un chemin carrossable partant du petit port de l'île jusqu'à la plateforme du phare a été réalisé. En bordure de ce chemin, un bâtiment servant de magasin a été construit en schistes ; il a été rénové par le Conservatoire du Littoral.
Le phare a été électrifié et automatisé en 1976. Depuis cette date il n'y a plus de gardien. La lanterne de type standard de 2,5 mètres de diamètre est à trois niveaux vitrés de verre blanc. L'optique de 50 cm de focale est fixe ; elle a remplacé en 1904 l'optique d'origine tournante dont la cuve à mercure a été déposée. Le feu est blanc à deux occultations toutes les six secondes, se répartissant d'après les cartes marines du SHOM de la façon suivante :
- 3 secondes d'occultation
- 1 seconde d'éclat
- 1 seconde d'occultation
- 1 seconde d'éclat.

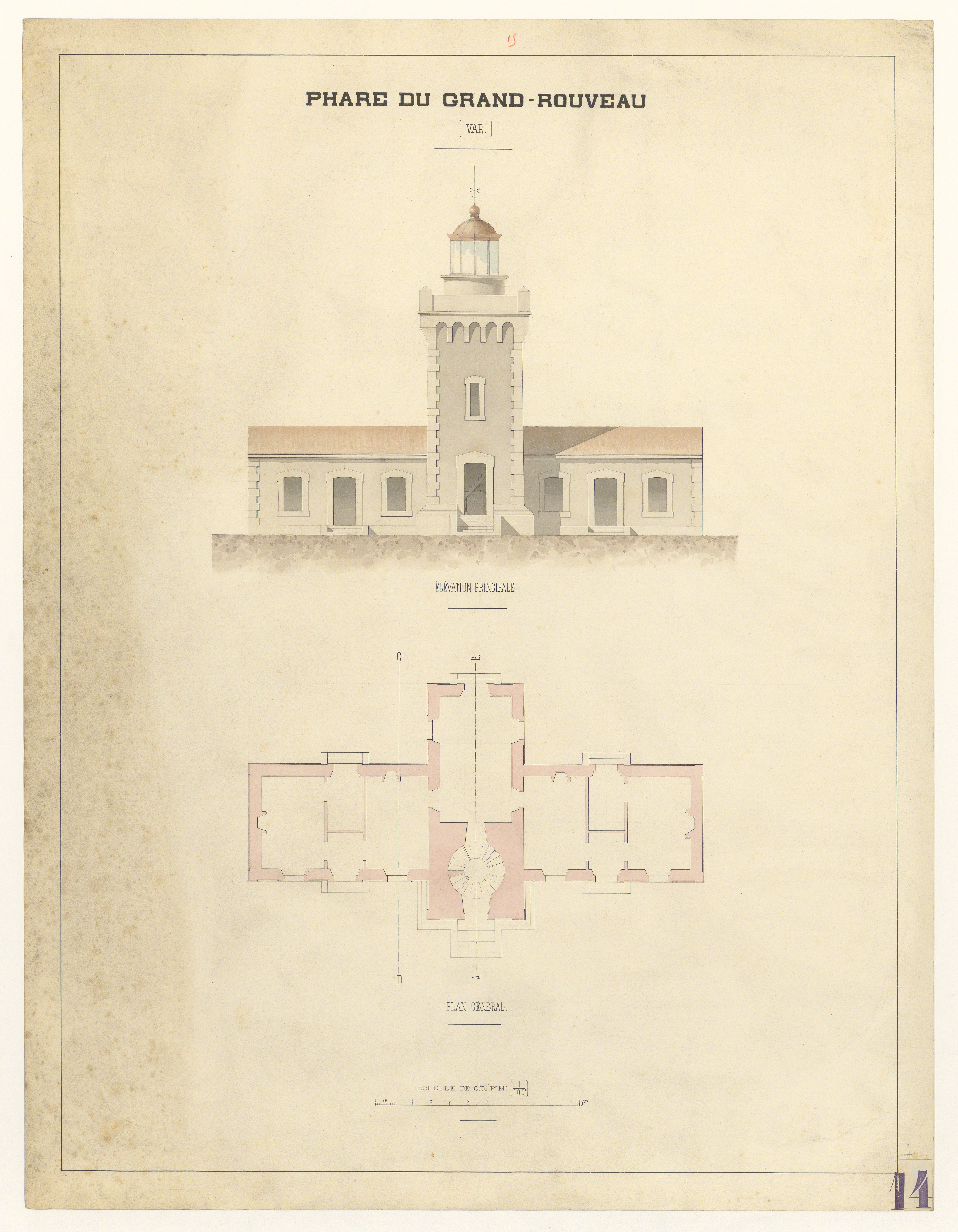
Phare du Grand Rouveau - plans.
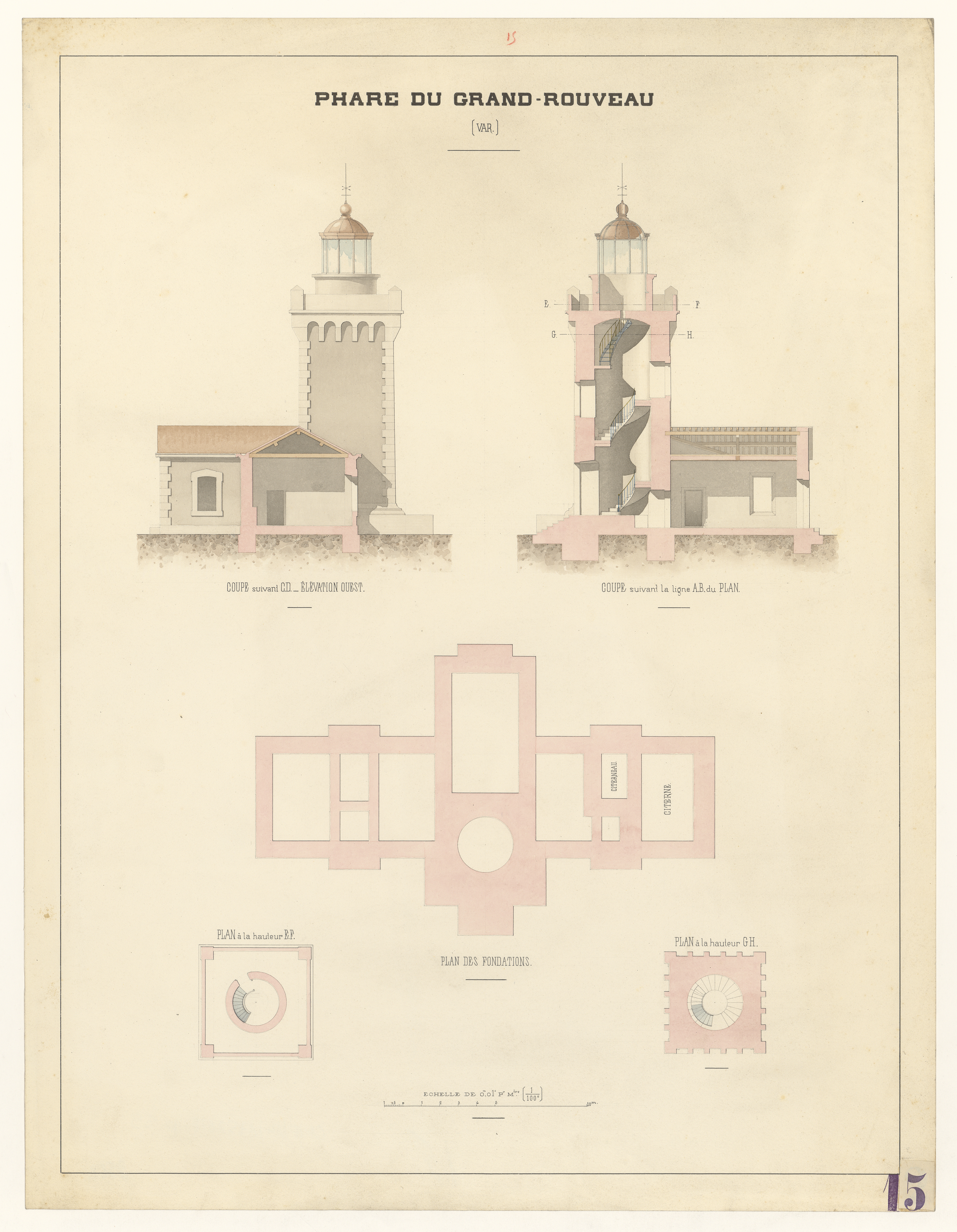
Phare du Grand Rouveau - plans.
Phare du Grand Rouveau - plans 1866.